# Футбольна асоціація Боснії і Герцеговини
Футбольна асоціація Боснії і Герцеговини (босн. Nogometni/Fudbalski Savez Bosne i Hercegovine) — асоціація, що здійснює контроль і управління футболом у Боснії і Герцеговині. Штаб-квартира розташована у Сараєво. Заснована у 1992 році. Увійшла до складу ФІФА у 1996 році. Член УЄФА з 1998 року. Асоціація організовує діяльність та здійснює керування національними збірними з футболу, включаючи головну національну збірну та молодіжну збірну.
Під егідою федерації проводяться змагання у Чемпіонаті Боснії і Герцеговини з футболу та Кубку Боснії і Герцеговини з футболу.

Логотип федерації у 2000—2013 роках

Крім цього асоціація здійснює контроль та управління жіночим футболом у Боснії і Герцеговині, зокрема опікується Жіночим чемпіонатом Боснії і Герцеговини з футболу та національною жіночою збірною.